# Вартаньян, Анна Михайловна
Анна Михайловна Вартаньян (Анна Астраханцева-Вартаньян; род. 26 августа 1973) — российская актриса театра и кино. Заслуженная артистка Санкт-Петербурга (2024).

## Биография
В 1994 году Анна Вартаньян окончила театральный факультет Саратовской консерватории (курс В. А. Ермаковой). Начиная со второго курса играла в спектаклях Саратовского театра драмы, а по окончании факультета пришла в его труппу.
В 1998 году Анна Вартаньян переехала в Санкт-Петербург.
В Санкт-Петербурге она служит в театре им. В. Ф. Комиссаржевской, активно снимается в кино.
В 2008 году Анна Вартаньян номинирована на премию «Золотая Маска» как сорежиссёр спектакля «Иванов» («Такой Театр», Санкт-Петербург).
В 2008 году на экраны вышел фильм Сергея Овчарова «Сад». Режиссёр фильма взял Анну Михайловну на роль Раневской без проб. Роль Раневской получила признание кинокритиков и профессионалов

## Творчество

### Роли в театре

#### Саратовский драматический театр им. Карла Маркса
- 1991 — «Белая гвардия» М. А. Булгакова. Режиссёр: А. И. Дзекун — Елена
- 1992 — «Торо» Клайва Пэтона. Режиссёр: А. И. Дзекун — Рахель[5]
- 1993 — «Виват, Виктор» Роже Витрак. Режиссёр: А. И. Дзекун — Эстер
- 1993 — «Чайка» А. П. Чехова. Режиссёр: А. И. Дзекун — Нина Заречная
- 1994 — «Аркадия» Тома Стоппарда. Режиссёр: А. И. Дзекун — Томазина Каверли[5]

#### Санкт-Петербургский театр «Русская антреприза» имени Андрея Миронова
- 2000 — «Чайка» А. П. Чехов. Режиссёр: А. Г. Товстоногов — Нина Заречная

#### Академический драматический театр имени В. Ф. Комиссаржевской
- «Месяц в деревне» И. С. Тургенева. Режиссёр: Валерий Гришко — Верочка
- «Андорра» Макса Фриша. Режиссёр: Валерий Гришко — Барблин
- 1998 — «Буря» Шекспира. Режиссёр: Александр Морфов — Миранда
- 2001 — «Шут Балакирев» Григория Горина. Режиссёр: Эдуард Кочергин — Дуня Бурыкина
- 2007 — «Сон в летнюю ночь» Шекспира. Режиссёр: Александр Морфов — Гермия

#### Такой театр
- 2006 — «Жан и Беатрис» Кароль Фрешетт. Режиссёры: Александр Баргман и Анна Вартаньян — Беатрис
- 2007 — «Иванов» А. П. Чехова. Режиссёры: А. Вартаньян и А. Баргман — Сара
- 2009 — «Каин» Дж. Г. Байрона. Режиссёры: А. Вартаньян и А. Баргман — Люцифер
- 2010 — «Священная книга оборотня» В. Пелевина. Режиссёр: А. Вартаньян
- 2017 — «Жан и Беатрис» Кароль Фрешетт. Режиссёры: Александр Баргман и Анна Вартаньян — Беатрис

### Фильмография
- 2000 — Выход — Карелина
- 2002 — Подружка осень
- 2003 — Чужое лицо — Люся
- 2004 — Агент национальной безопасности-5. Забыть всё — Ника, внучка профессора Цибинского
- 2005 — Господа присяжные — княжна Долгорукова
- 2005 — Подлинная история поручика Ржевского — Натали Базарова
- 2005 — Убойная сила 6
- 2005 — Фаталити
- 2006 — Я и ты
- 2006 — Травести — Ирина Барышева
- 2006 — Коллекция
- 2007 — Пером и шпагой
- 2007 — Тени прошлого — Ольга
- 2008 — Сад — Раневская
- 2008 — Анна Каренина — подруга Карениной
- 2008 — Смерть шпионам. Крым — Валентина Аркадьевна Чарушина, главврач, капитан медслужбы
- 2008 — Любовь ещё быть может
- 2012 — Я ему верю  — Инга
- 2013 — Бездна
- 2013 — Всё началось в Харбине — Лидия Вишнякова, преподавательница в музыкальном училище
- 2014 — Ленинград 46 — Раиса, певичка в ресторане (фильм 4-й)
- 2014 — Две женщины — Наталья Петровна, жена Ислаева
- 2016 — Мажор 2 — Вера Сергеевна Игнатьева
- 2016 — Клим — Зоя Рощина
- 2018 — Гранд — мать Лёши Зуёнка
- 2019 — 2020 — Кухня. Война за отель — Маргарита Алексеевна Пивоварова, владелица сети отелей
- 2019 — Клятва — Елизавета Нелидова-Балабан
- 2022 — Киллер — Валерия Минц
- 2022 — Борщи — Анна Витальевна Князева, певица
- 2023 — Аутсайдер — Анна Николаевна Хлопина

## Признание и награды
- 2008 — Приз за лучшую женскую роль в фильме «Сад» на VI фестивале «Амурская осень» (Благовещенск)[3][4]
- 2014 — Премия в номинации «Лучшая актриса» за роль в фильме «Две женщины» на II Международном фестивале «Угра»[6]
- 2020 — Приз за лучшую женскую роль в филмье «Клятва» на XVIII кинофестиваль «Амурская осень» (Благовещенск).
- 2024 — Заслуженный артист Санкт-Петербурга[7]